# 奥尔南
奥尔南（法語：Ornans，法語發音：[ɔʁnɑ̃]），法国东部城市，勃艮第-弗朗什-孔泰大区杜省的一个市镇，隶属于贝桑松区，其市镇面积为35.72平方公里，2022年1月1日时人口数量为4,421人，在法国城市中排名第2,523位。
奥尔南位于杜省中西部，卢河畔，是一个区域性的中心城市，多条公路在此交汇。法国画家古斯塔夫·库尔贝出生于奥尔南。

## 地名来源

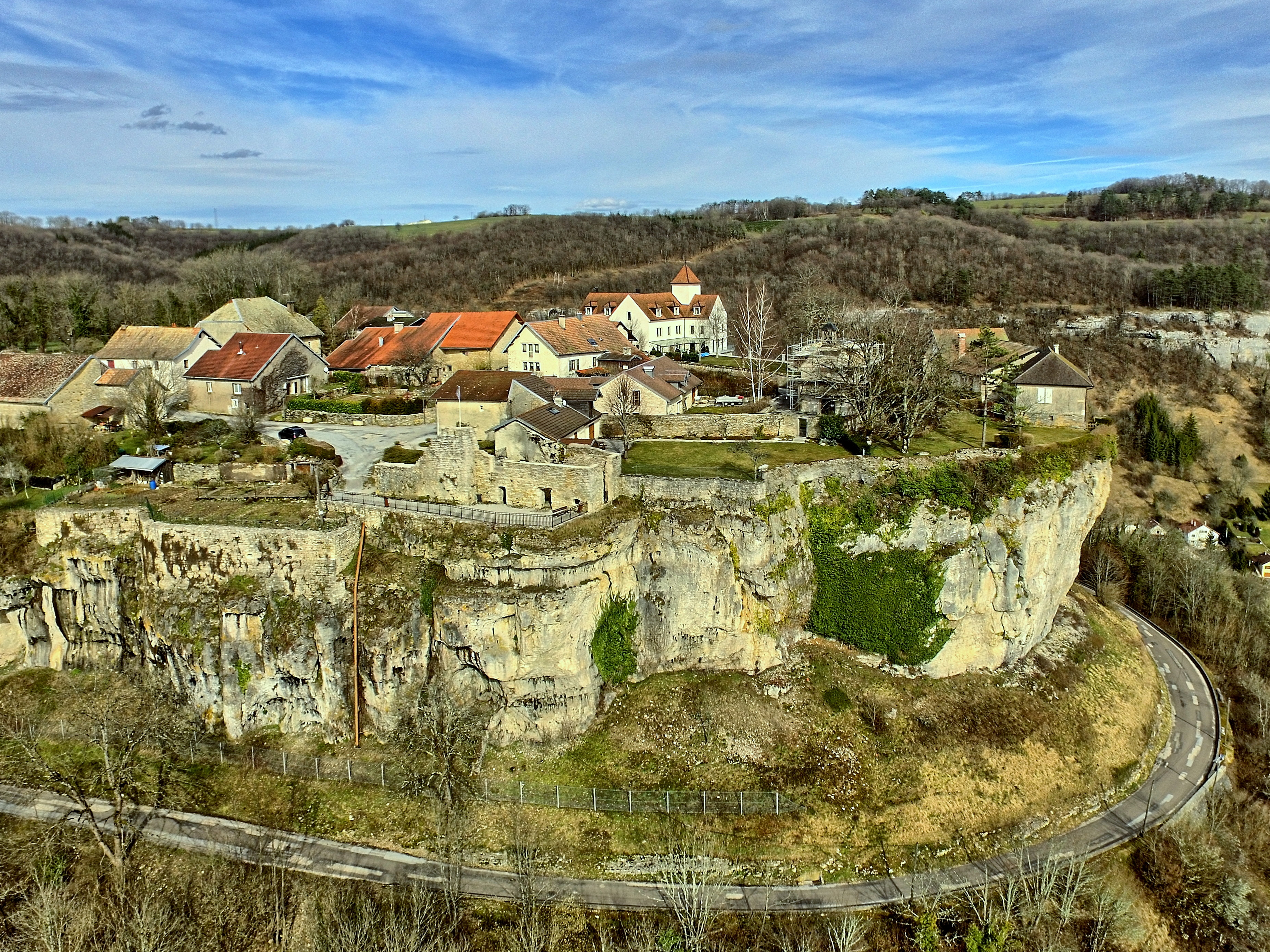
奥尔南城堡旧址

根据法国档案学家让·库尔蒂厄先生（Jean COURTIEU）的论述，“Ornans”一名最初可能于1092年以“Ornens”的形式被记载，该名称的来源及含义尚有待考证。

## 历史
奥尔南的早期历史尚不清楚。根据当地官方网站的论述，奥尔南最初被记载于公元11世纪，彼时当地为勃艮第伯国的一部分。1289年，勃艮第国王奥东四世在此创建圣乔治小教堂。16世纪时，奥尔南境内出现了多处以水力磨坊作为生产动力的手工业作坊。1631年，数学家皮埃尔·韦尼耶在奥尔南发明游标卡尺。十年战争期间，奥尔南曾遭到严重破坏。1678年，根据《奈梅亨条约》，奥尔南及其所处的勃艮第伯国被路易十四获得，成为法兰西王国的一部分。18世纪时，奥尔南城市得到扩建，当地相继建成了医院和市政厅等建筑。法国大革命后，奥尔南成为杜省的一个市镇，并在1793至1801年间为该省的一个地区行署。1821年，奥尔南境内建成了一座可根据河流水位自动调节的水力磨坊。1868年7月11日，奥尔南境内坠落了一颗陨石，后者被命名为“奥尔南陨石”。二十世纪20年代，瑞士企业Oerlikon在奥尔南境内创建了一座工厂，该厂后被阿尔斯通收购。2016年1月1日，博讷沃勒普里约雷整体并入奥尔南。

## 地理

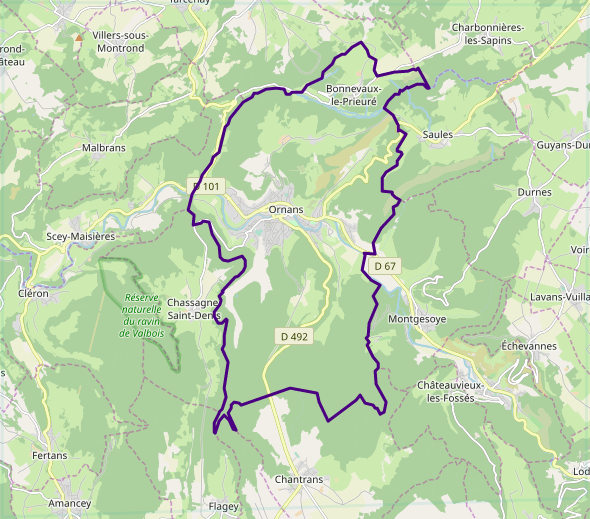
奥尔南市镇范围地图

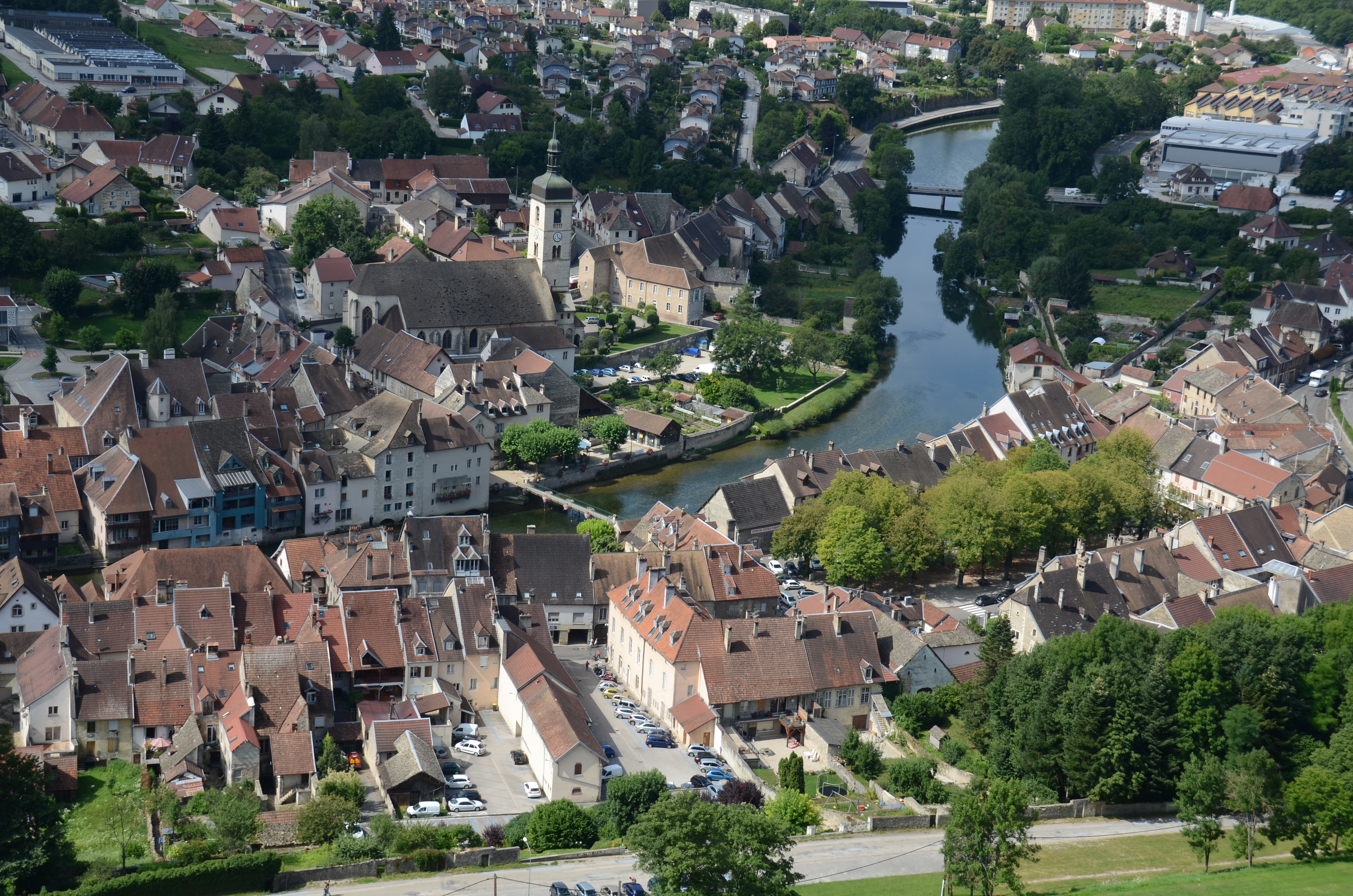
航拍奥尔南镇中心

奥尔南位于法国东部，勃艮第-弗朗什-孔泰大区东部和杜省中西部，距离省会贝桑松大约25公里。与奥尔南接壤的市镇包括：尚特朗、沙萨涅圣但尼、埃塔朗、弗拉热、蒙热苏瓦、索勒、锡耶阿芒塞、塞-迈西耶尔和塔尔瑟奈-富什朗。

### 地形
奥尔南位于汝拉山脉西北段，境内以山地和丘陵为主，市镇中心位于一处河谷地带，沿河地带地势相对平坦，南北两侧则分别被奥尔南山（Mont d'Ornans）和富尔蒂厄山（Mont Fourtueux）夹击，全境海拔在323到635米之间。

### 水文
卢河自东向西蜿蜒流经奥尔南镇中心，其右岸支流芒布克溪（ruisseau de Manbouc）、代西约溪（ruisseau Désillot）和左岸的博内耶溪（ruisseau de Bonneille）在此与其交汇。

### 植被
奥尔南属于温带阔叶混交林区，林地广泛分布于山地地带及河流附近，镇中心的古斯塔夫·库尔贝广场（Place Gustave Courbet）是当地的一处城市绿地。
在鲜花城市的评比中，奥尔南被评为2星级鲜花城市。

### 气候
奥尔南在柯本气候分类法中属于带有大陆性气候特征的温带海洋性气候（Cfb）。
距离奥尔南最近的常年气象站位于索恩境内，以下为该气象站的数据（其中日照数据取自贝桑松）：
| 索恩 1981年－2019年 | 索恩 1981年－2019年 | 索恩 1981年－2019年 | 索恩 1981年－2019年 | 索恩 1981年－2019年 | 索恩 1981年－2019年 | 索恩 1981年－2019年 | 索恩 1981年－2019年 | 索恩 1981年－2019年 | 索恩 1981年－2019年 | 索恩 1981年－2019年 | 索恩 1981年－2019年 | 索恩 1981年－2019年 | 索恩 1981年－2019年 |
| 月份                | 1月                 | 2月                 | 3月                 | 4月                 | 5月                 | 6月                 | 7月                 | 8月                 | 9月                 | 10月                | 11月                | 12月                | 全年                |
| ------------------- | ------------------- | ------------------- | ------------------- | ------------------- | ------------------- | ------------------- | ------------------- | ------------------- | ------------------- | ------------------- | ------------------- | ------------------- | ------------------- |
| 历史最高温 °C（°F） | 16.5 (61.7)         | 20.7 (69.3)         | 23.5 (74.3)         | 28 (82)             | 33 (91)             | 35.5 (95.9)         | 37.1 (98.8)         | 39.1 (102.4)        | 32 (90)             | 31.2 (88.2)         | 22.9 (73.2)         | 23.2 (73.8)         | 39.1 (102.4)        |
| 平均高温 °C（°F）   | 5.6 (42.1)          | 7.1 (44.8)          | 11.1 (52.0)         | 14.8 (58.6)         | 19.9 (67.8)         | 23.2 (73.8)         | 25.5 (77.9)         | 25.3 (77.5)         | 20.7 (69.3)         | 16.3 (61.3)         | 9.5 (49.1)          | 6 (43)              | 15.4 (59.7)         |
| 日均气温 °C（°F）   | 1.6 (34.9)          | 2.5 (36.5)          | 5.7 (42.3)          | 8.8 (47.8)          | 13.4 (56.1)         | 16.5 (61.7)         | 18.7 (65.7)         | 18.4 (65.1)         | 14.4 (57.9)         | 10.7 (51.3)         | 5.2 (41.4)          | 2.4 (36.3)          | 9.9 (49.8)          |
| 平均低温 °C（°F）   | −2.4 (27.7)         | −2.2 (28.0)         | 0.3 (32.5)          | 2.7 (36.9)          | 6.9 (44.4)          | 9.8 (49.6)          | 11.8 (53.2)         | 11.4 (52.5)         | 8.1 (46.6)          | 5.2 (41.4)          | 0.9 (33.6)          | −1.2 (29.8)         | 4.3 (39.7)          |
| 历史最低温 °C（°F） | −26.1 (−15.0)       | −20.7 (−5.3)        | −20.2 (−4.4)        | −7 (19)             | −3.3 (26.1)         | −0.5 (31.1)         | 2.3 (36.1)          | 1 (34)              | −2.6 (27.3)         | −7.9 (17.8)         | −14.8 (5.4)         | −22.4 (−8.3)        | −26.1 (−15.0)       |
| 平均降水量 mm（）   | 91 (3.6)            | 99 (3.9)            | 104.7 (4.12)        | 102.1 (4.02)        | 113.5 (4.47)        | 108 (4.3)           | 100.9 (3.97)        | 102.2 (4.02)        | 111 (4.4)           | 118.9 (4.68)        | 122.2 (4.81)        | 119.2 (4.69)        | 1,292.7 (50.89)     |
| 月均日照時數        | 75.1                | 95.5                | 142.1               | 176.1               | 206.6               | 230.4               | 244.1               | 232.3               | 175.8               | 132.6               | 72.7                | 53                  | 1,836.3             |
| 来源：infoclimat.fr |                     |                     |                     |                     |                     |                     |                     |                     |                     |                     |                     |                     |                     |

## 行政区划
奥尔南的市镇编号为25434，邮政编号为25290和25620。
在行政管理方面，奥尔南隶属于法国勃艮第-弗朗什-孔泰大区杜省贝桑松区；在地方选举方面，奥尔南是奥尔南县的中央投票站所在地，其市镇范围全境被划入杜省第二选区；在社会管理方面，奥尔南是卢-利松市镇公共社区的办公驻地。
截至2024年8月，奥尔南市镇范围内暂无任何城市敏感街区及城市政策优先街区。
法国国家统计与经济研究所（简称“INSEE”）在进行数据统计时，将奥尔南市镇单独设为奥尔南城市核心区（Unité urbaine d'Ornans）及奥尔南城市区（Aire urbaine d'Ornans）。自2020年起，奥尔南城市区被包含310个市镇的贝桑松城市辐射区代替。此外，INSEE还将奥尔南市镇整体看作一个“块区”（IRIS），以便于统计人口分布情况。

## 交通

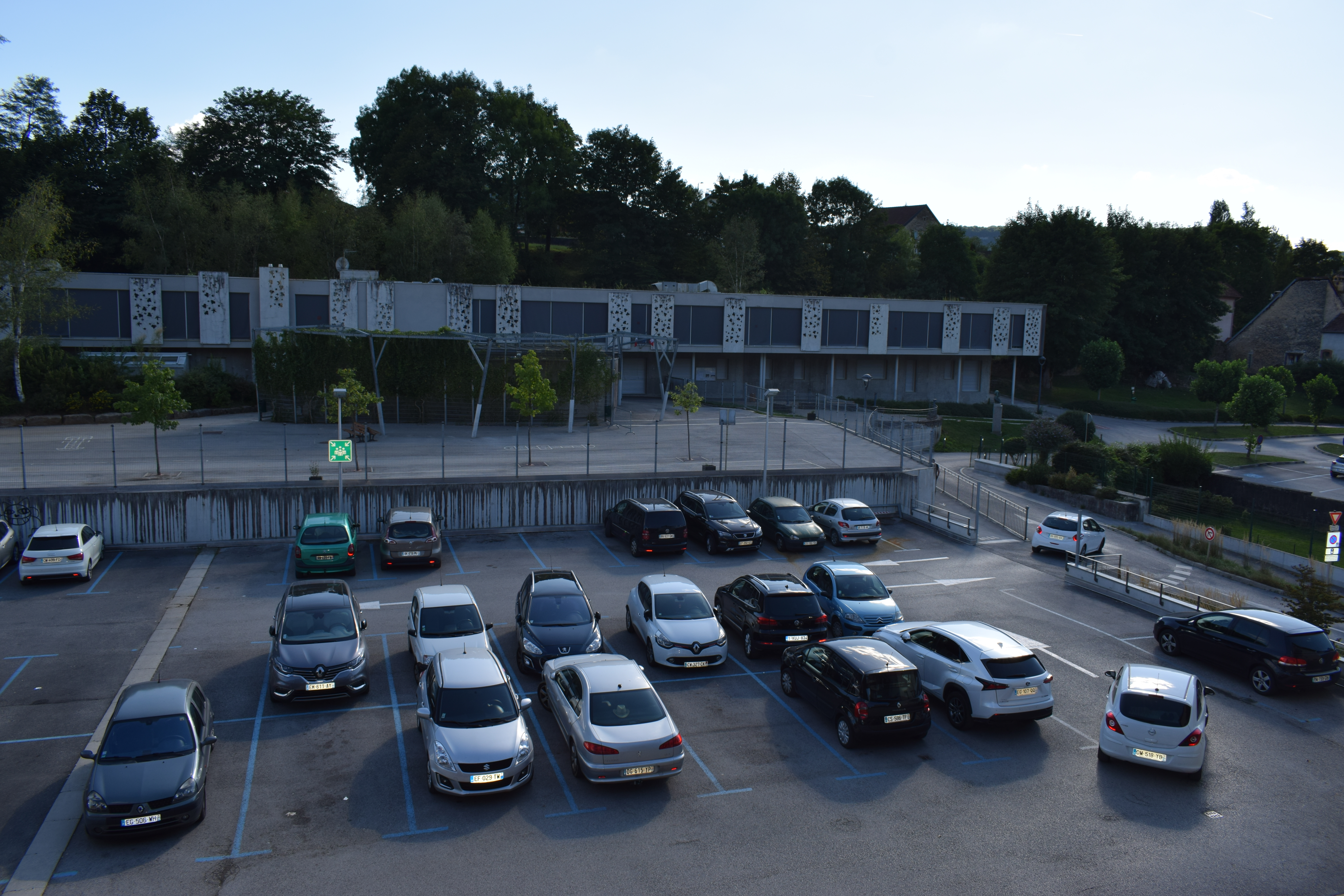
奥尔南的一处停车场

### 公路
杜省省道D67线、D101线、D241线、D280线和D492线在奥尔南境内交汇。勃艮第-弗朗什-孔泰大区城际客运（商业名称为“Mobigo”）204线经停奥尔南，可通往贝桑松和蓬塔利耶。
| 4 | 35 |

| 贝桑松 | 25 |

| 蓬塔利耶 | 36 |

| 瓦尔达翁 | 20 |

2020年，74.1%的奥尔南家庭拥有至少一辆私人汽车。2022年，奥尔南境内共发生各类交通事故2起，造成3人受伤。

### 铁路
距离奥尔南最近多运营中的客运铁路车站为15公里外的索恩站，该站停靠往返于贝桑松和蓬塔利耶一线的区域列车。

### 航空
奥尔南距离多勒机场的公路里程大约83公里。

### 城市公共交通
截至2024年8月，奥尔南暂无城市公共交通系统。

## 政治

### 市政内阁

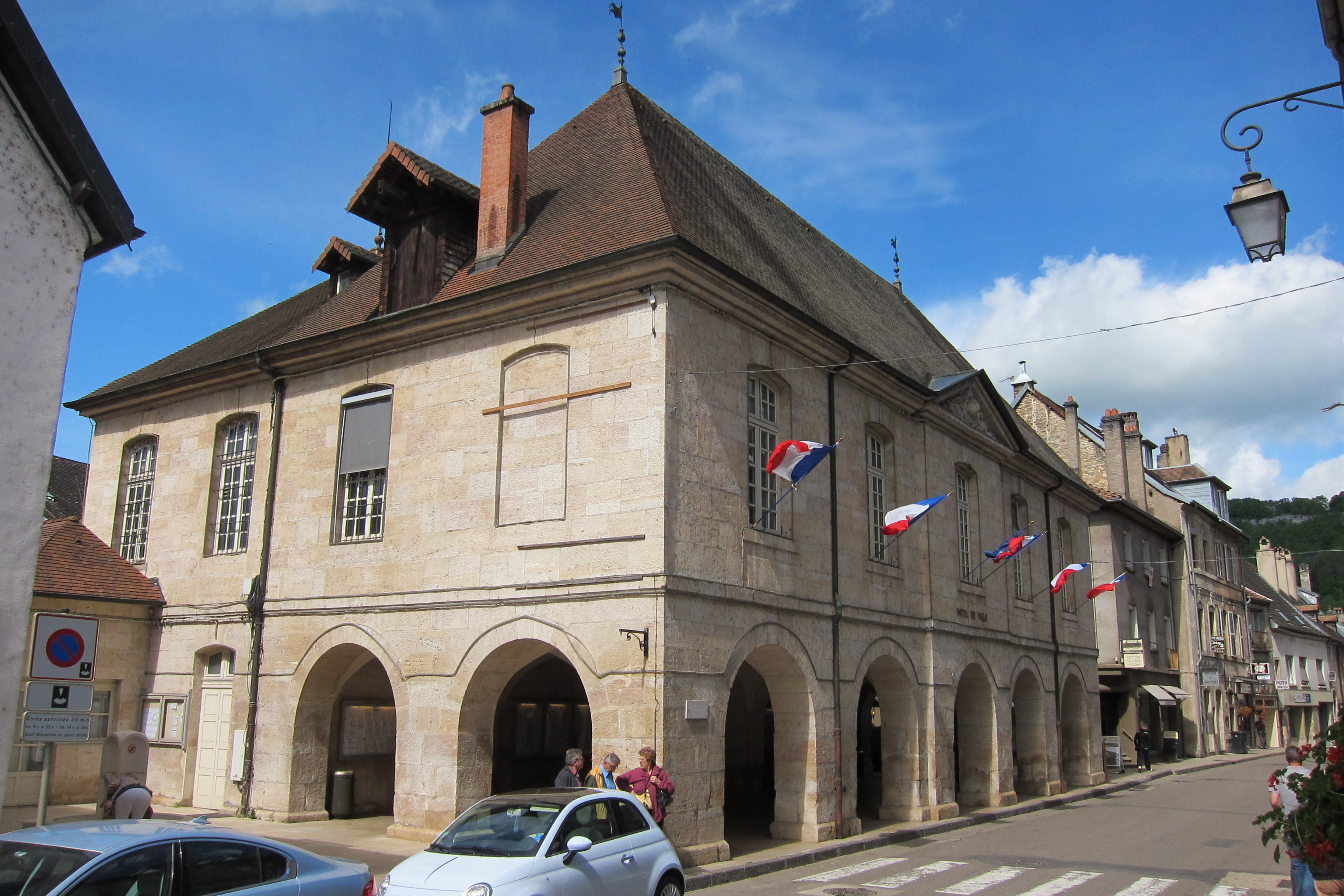
奥尔南市政厅

奥尔南的现任市长为伊莎贝尔·吉亚姆女士（Isabelle GUILLAME），她是一名左翼无党派人士，在2020年的市政选举中获得了58.22%的支持率。
| 奥尔南历届市长         | 奥尔南历届市长                         | 奥尔南历届市长                             |
| 任期                   | 市长                                   | 党派                                       |
| ---------------------- | -------------------------------------- | ------------------------------------------ |
| （1977年以前资料暂缺） |                                        |                                            |
| 1977年－1983年         | Roland COURBET 罗朗·库尔贝             | DVD右翼无党派人士                          |
| 1983年－1989年         | René GROS 勒内·格罗                    | DVD右翼无党派人士                          |
| 1989年－1995年         | Marc CHAPELAIN 马克·沙普兰             | PS社会党                                   |
| 1995年－2016年         | Jean-François LONGEOT 让-弗朗索瓦·隆若 | UMP人民运动联盟 →UDI民主人士和独立人士联盟 |
| 2016年－2020年         | Sylvain DURCET 西尔万·迪尔塞           | LR共和黨                                   |
| 2020年－               | Isabelle GUILLAME 伊莎贝尔·吉亚姆      | DVG左翼无党派人士                          |

### 各级选举
| 奥尔南历届投票选举结果 | 奥尔南历届投票选举结果 | 奥尔南历届投票选举结果 | 奥尔南历届投票选举结果 | 奥尔南历届投票选举结果            | 奥尔南历届投票选举结果 | 奥尔南历届投票选举结果 | 奥尔南历届投票选举结果            | 奥尔南历届投票选举结果 | 奥尔南历届投票选举结果 |
| 选举项目               | 选举范围               | 选区单位               | 选区单位内的选举结果   | 选区单位内的选举结果              | 选区单位内的选举结果   | 选区单位内的选举结果   | 选区单位内的选举结果              | 选区单位内的选举结果   | 参考资料               |
| 选举项目               | 选举范围               | 选区单位               | 第一轮胜出者           | 第一轮胜出者                      | 支持率                 | 第二轮胜出者           | 第二轮胜出者                      | 支持率                 | 参考资料               |
| ---------------------- | ---------------------- | ---------------------- | ---------------------- | --------------------------------- | ---------------------- | ---------------------- | --------------------------------- | ---------------------- | ---------------------- |
| 2017年法國總統選舉     | 法國                   | 市镇                   |                        | 埃马纽埃尔·马克龙                 | 24.65%                 |                        | 埃马纽埃尔·马克龙                 | 69.24%                 | [ 26 ]                 |
| 2017年法国立法选举     | 杜省第二选区           | 市镇                   |                        | 埃里克·阿洛泽                     | 44.59%                 |                        | 埃里克·阿洛泽                     | 61.11%                 | [ 26 ]                 |
| 2019年欧洲议会选举     | 法國                   | 市镇                   |                        | 纳塔莉·卢瓦索                     | 22.07%                 | （不适用）             | （不适用）                        | （不适用）             | [ 28 ]                 |
| 2021年法国省级选举     | 杜省                   | 县                     |                        | 奥利维耶·比约 贝阿特里克斯·卢瓦宗 | 55.78%                 |                        | 奥利维耶·比约 贝阿特里克斯·卢瓦宗 | 67.39%                 | [ 29 ] [ 30 ]          |
| 2021年法国省级选举     | 杜省                   | 市镇                   |                        | 奥利维耶·比约 贝阿特里克斯·卢瓦宗 | 52.39%                 |                        | 奥利维耶·比约 贝阿特里克斯·卢瓦宗 | 62.2%                  | [ 29 ] [ 30 ]          |
| 2021年法国大区选举     |                        | 市镇                   |                        | 玛丽-吉特·迪费                    | 36.06%                 |                        | 玛丽-吉特·迪费                    | 50.05%                 | [ 31 ]                 |
| 2022年法国总统选举     | 法國                   | 市镇                   |                        | 埃马纽埃尔·马克龙                 | 30.99%                 |                        | 埃马纽埃尔·马克龙                 | 58.97%                 | [ 26 ]                 |
| 2022年法国立法选举     | 杜省第二选区           | 市镇                   |                        | 埃里克·阿洛泽                     | 32.92%                 |                        | 埃里克·阿洛泽                     | 58.06%                 | [ 26 ]                 |
| 2024年欧洲议会选举     | 法國                   | 市镇                   |                        | 若尔丹·巴尔代拉                   | 31.87%                 | （不适用）             | （不适用）                        | （不适用）             | [ 26 ]                 |
| 2024年法国立法选举     | 杜省第二选区           | 市镇                   |                        | 埃里克·菲西                       | 33.5%                  |                        | 多米妮克·瓦内                     | 54.32%                 | [ 26 ]                 |

## 人口
2021年，奥尔南市镇人口数量为4,422，在法国排名第2,523位。其中男性2,146人，女性2,276人，75岁及以上人口占11.9%，外籍人口数量为94人，人口密度为135人/平方公里，当地居民被称为（男性）或（女性）。2022年，奥尔南境内出生39人，死亡人口64人。
| 奥尔南1901年－2021年人口变化情况 |
|                                  |
| 数据来源：Cassini、INSEE         |

## 经济
奥尔南是一个区域性的中心城市。截至2024年7月，奥尔南市镇范围内共有各类用人单位（包含自雇）747家，平均历史为16年，其中98.66%为中小型企业（PME），2024年5月至7月间，当地的经济活力指数为0。（金属卯件生产）、（林业）及（包装）是当地2022年营业额最高的三个企业，分别为23,653,374欧元、19,474,729欧元和2,210,332欧元。

## 财政与居民收入
2022年，奥尔南的财政收入总额为6,558,020欧元，财政支出总额为5,484,350欧元，当年的债务总额为5,085,020欧元。2022年，奥尔南市镇通过增值税获得380,640欧元的收入，此外当地还共获得了145,410欧元的国家直接财政补助。
| 奥尔南居民收入情况                               | 奥尔南居民收入情况 | 奥尔南居民收入情况    | 奥尔南居民收入情况 |
| 内容                                             | 奥尔南             | 法国                  | 统计年份           |
| ------------------------------------------------ | ------------------ | --------------------- | ------------------ |
| 征税家庭总数                                     | 1,958              | 1,081（法国市镇平均） | 2022年             |
| 居民平均月收入                                   | 2,188欧元          | 2,435欧元             | 2022年             |
| 高级职员人均月收入                               | 3,436欧元          | 4,331欧元             | 2021年             |
| 中级职员人均月收入                               | 2,362欧元          | 2,470欧元             | 2021年             |
| 普通职员人均月收入                               | 1,784欧元          | 1,801欧元             | 2021年             |
| 贫困率                                           | 9%                 | 14.5%                 | 2020年             |
| 青壮年（15至64岁）失业率                         | 12.2%              | 7.4%                  | 2020年             |
| 征税家庭数量占比                                 | 48.3%              | 45.5%                 | 2020年             |
| 家庭年均纳税                                     | 3,008欧元          | 4,393欧元             | 2022年             |
| 资料来源：INSEE、L'Internaute、Le Journal du Net |                    |                       |                    |

## 社会事务

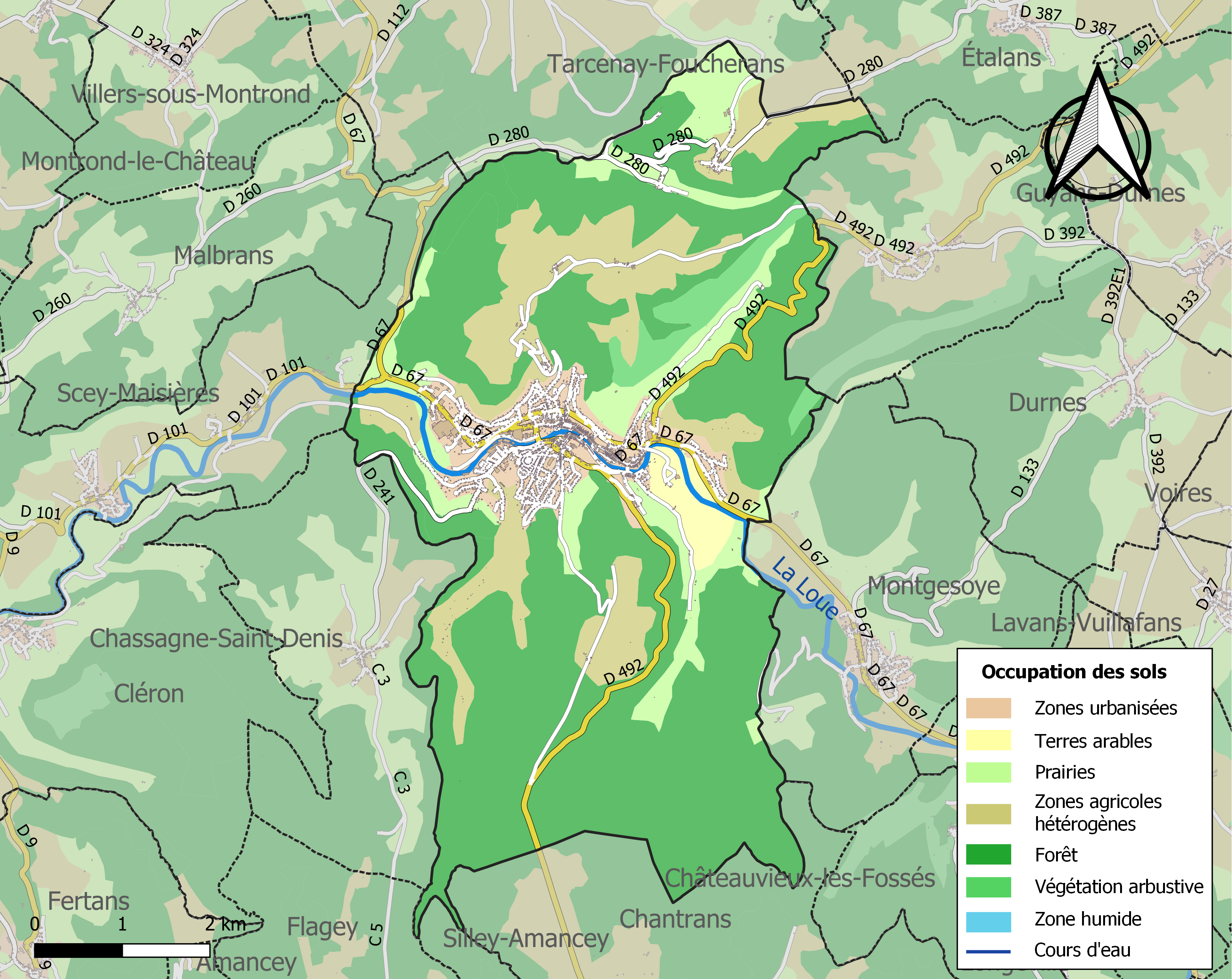
奥尔南土地利用情况地图

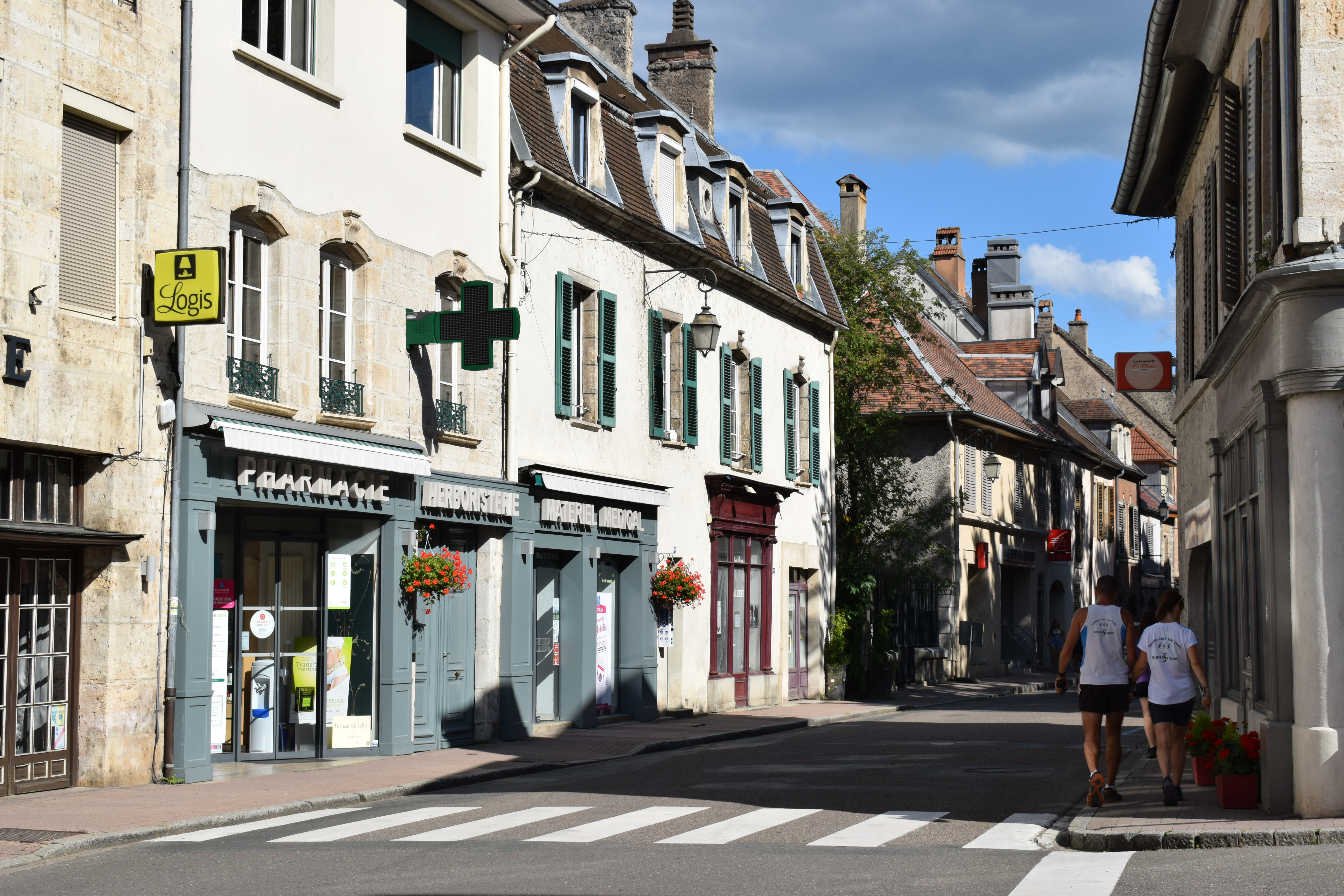
皮埃尔·韦尼耶街

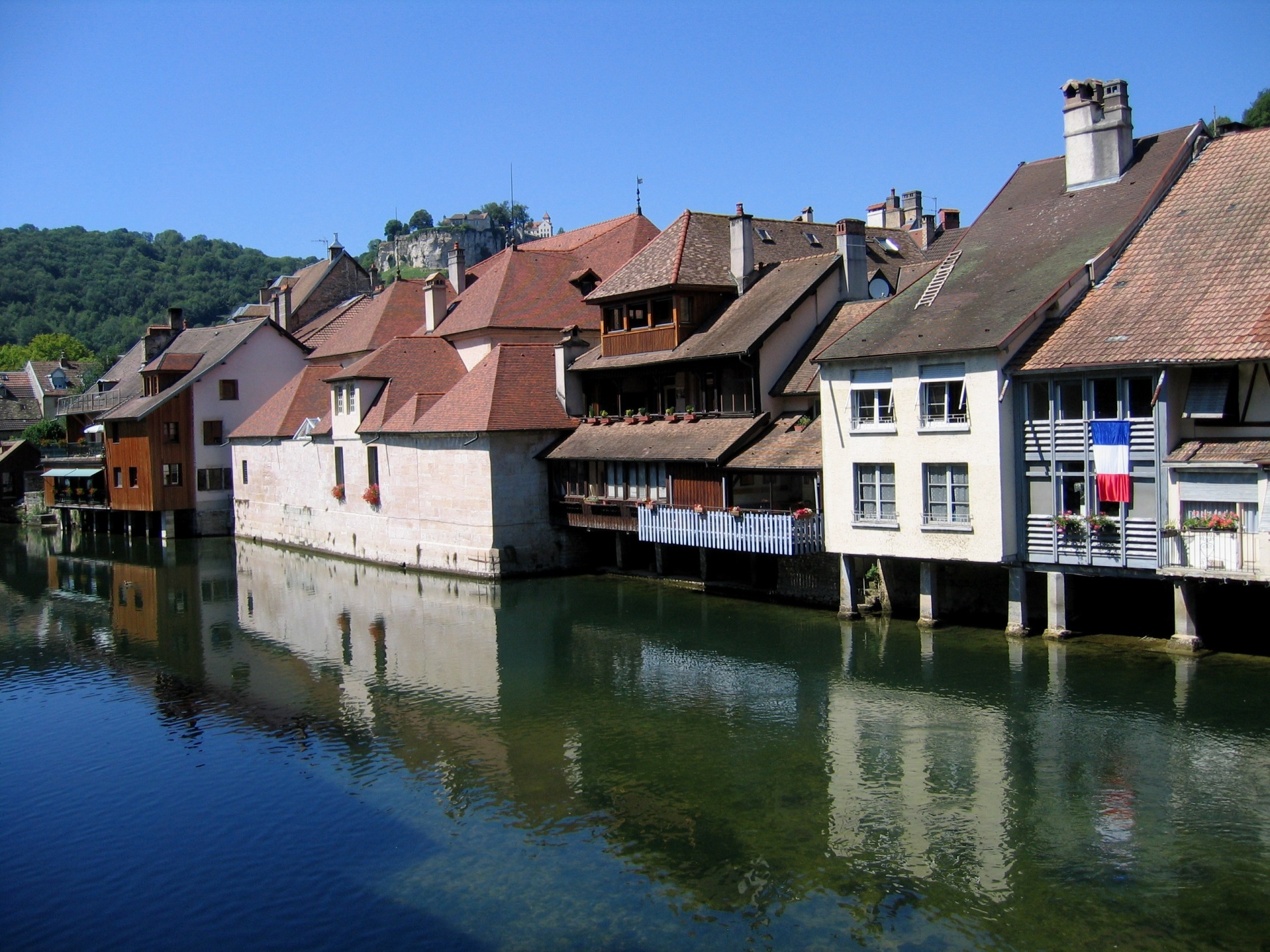
卢河畔的民居

### 教育
奥尔南属于贝桑松学区。截至2021年1月1日，奥尔南境内共有1所幼儿园、2所小学和2所初级中学。2022至2023学年度，奥尔南境内共有在校中等教育阶段学生718名。

### 医疗
截至2021年1月1日，奥尔南境内共有全科医生9名、保健师6名、牙医2名、护士6名、眼科医生1名、皮肤科医生1名和助产士1名。境内共有药房2家、养老院2家、残疾人帮扶中心2家。
奥尔南中心医院，全名为“奥尔南圣路易中心医院”（Centre Hospitalier Saint-Louis d'Ornans），是法国的一家区域性医疗机构，其主病区医院位于奥尔南市区，设有床位166个。

### 住房
2020年，奥尔南境内共有各类住房2,370套，其中65.1%为独立式住宅，34.4%为集中式住宅。常住房屋占奥尔南市镇范围内居民建筑总量的87.2%。
在住房保障政策方面，2022年，奥尔南境内共有257户家庭获得了住房经济补助，受益人数占总人口数量的5.8%，其中239份为房租补助。

### 商业
2021年，奥尔南境内共有各类实体商铺111家，其中餐厅15家、大型超市4家、杂货店1家、面包房3家、肉铺1家、书店2家、银行门店3家、美容美发店6家、汽车维修店9家。奥尔南镇中心建有一家Aldi超市，市区西侧则建有一家U Expresse快捷商场。

### 体育
2021年，奥尔南境内共有1家游泳池、3间体育馆、1座综合体育场、3处网球场、2处足球或橄榄球场以及3处篮球或排球场。
截至2024年7月，奥尔南体育会（AS Ornans，编号506601）是奥尔南境内唯一的一家注册足球俱乐部，该俱乐部成立于2004年，其主队2024至2025赛季参加勃艮第-弗朗什-孔泰大区足球联赛甲组（法国第六级别），其主场为安德烈·布雷球场（Stade André Brey）。

### 环境
奥尔南的环境事务由其所属的卢-利松市镇公共社区联合各级政府协调负责。2021年，奥尔南境内共有1家污染企业。

### 治安
2021年，奥尔南市镇范围内有1处宪兵队。
奥尔南及其附近的共255个市镇是贝桑松国家宪兵队（zone gendarmerie de Besançon）的管辖范围。2020年，该宪兵队累计记录各类案件3,249起，其中盗窃类案件1,623起，经济类案件531起，毒品交易类案件157起。

## 文化
2021年，奥尔南境内共有1家电影院和2家博物馆。奥尔南境内建有拉帕斯雷勒多媒体中心（Médiathèque La Passerelle），每周二至六向公众开放。

### 建筑
奥尔南境内有多处历史建筑，其中圣洛朗教堂、圣乔治小教堂等为法国国家文物保护单位。

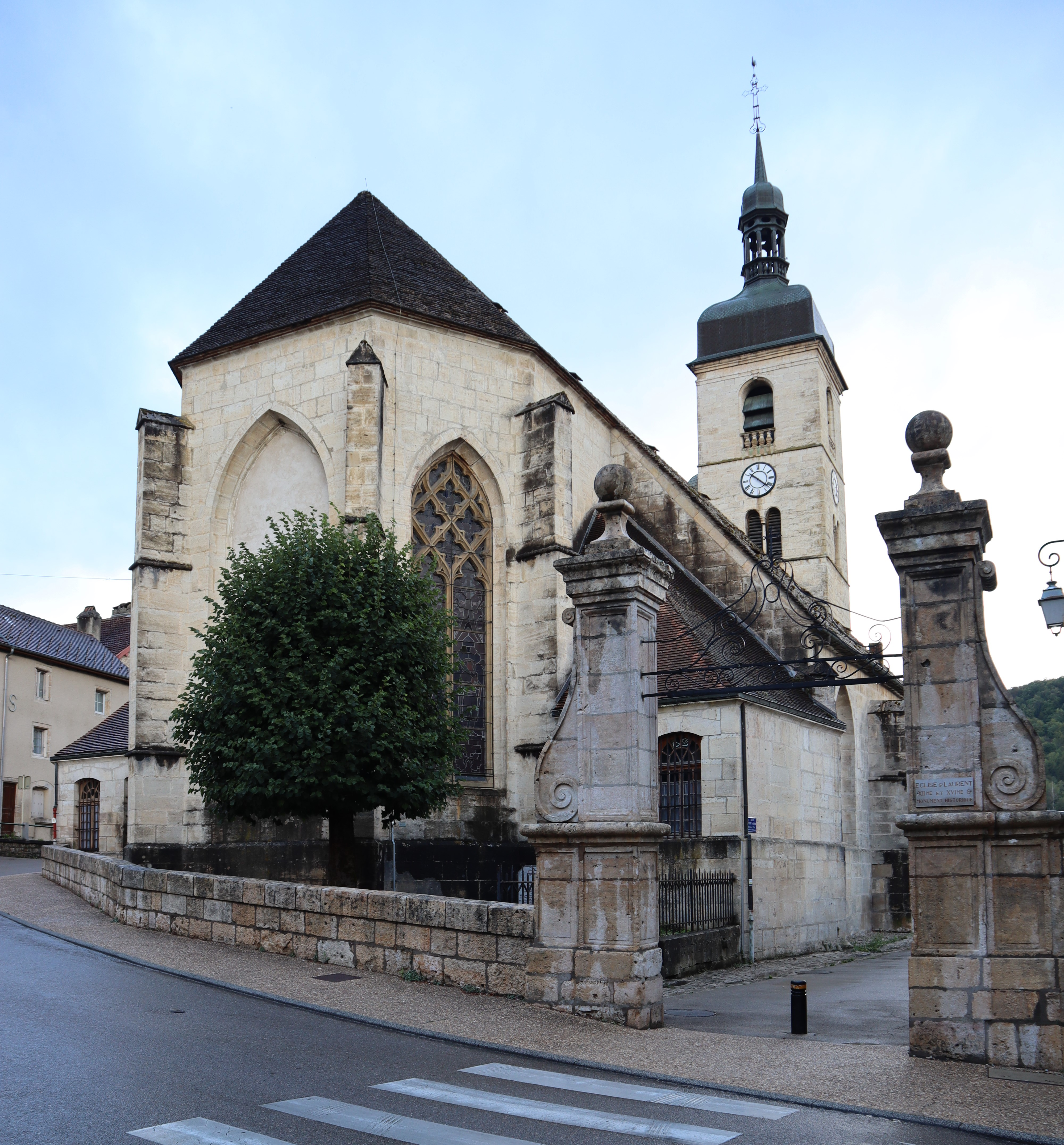
圣洛朗教堂
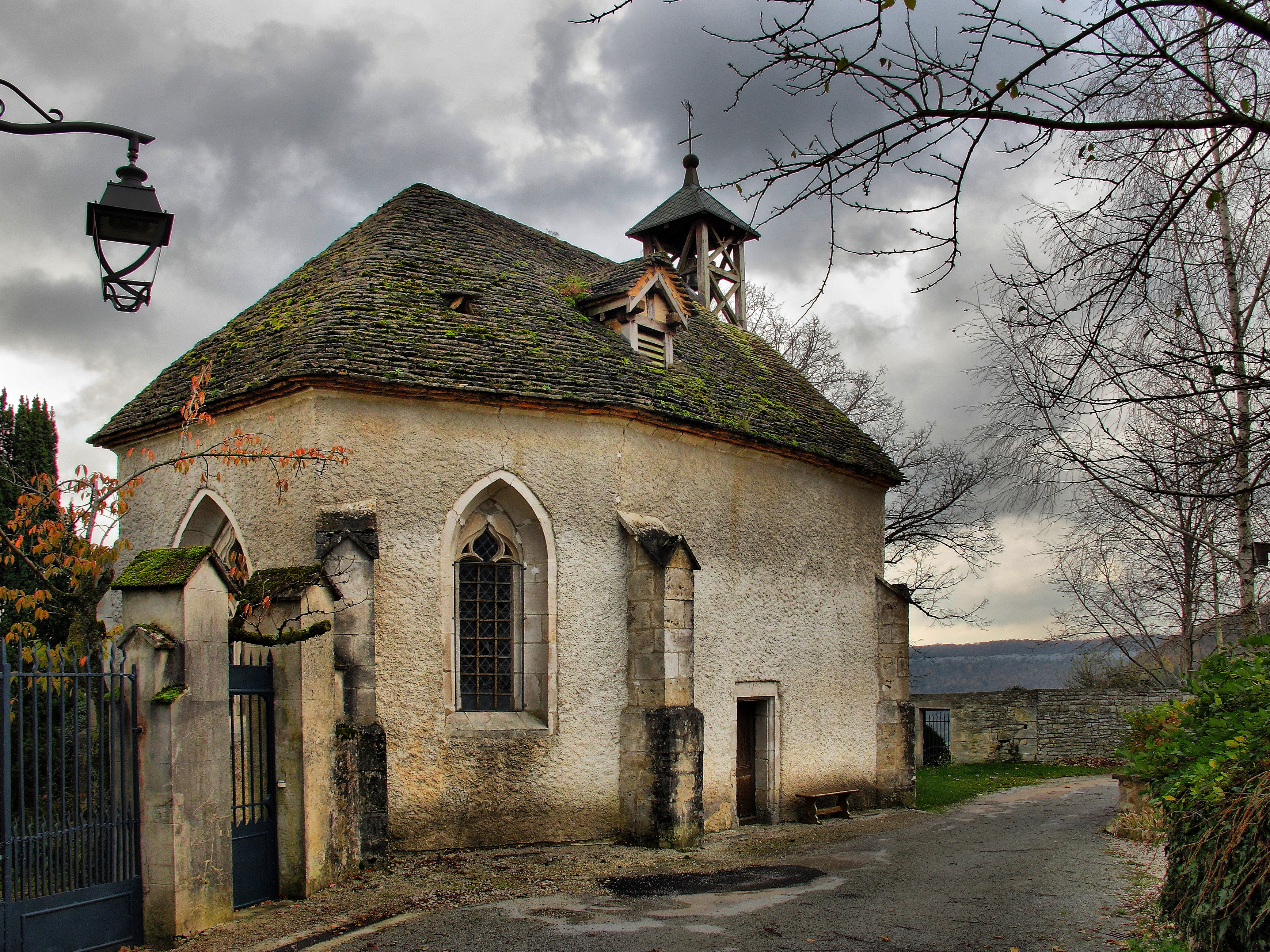
圣乔治小教堂（法语：Chapelle Saint-Georges d'Ornans）
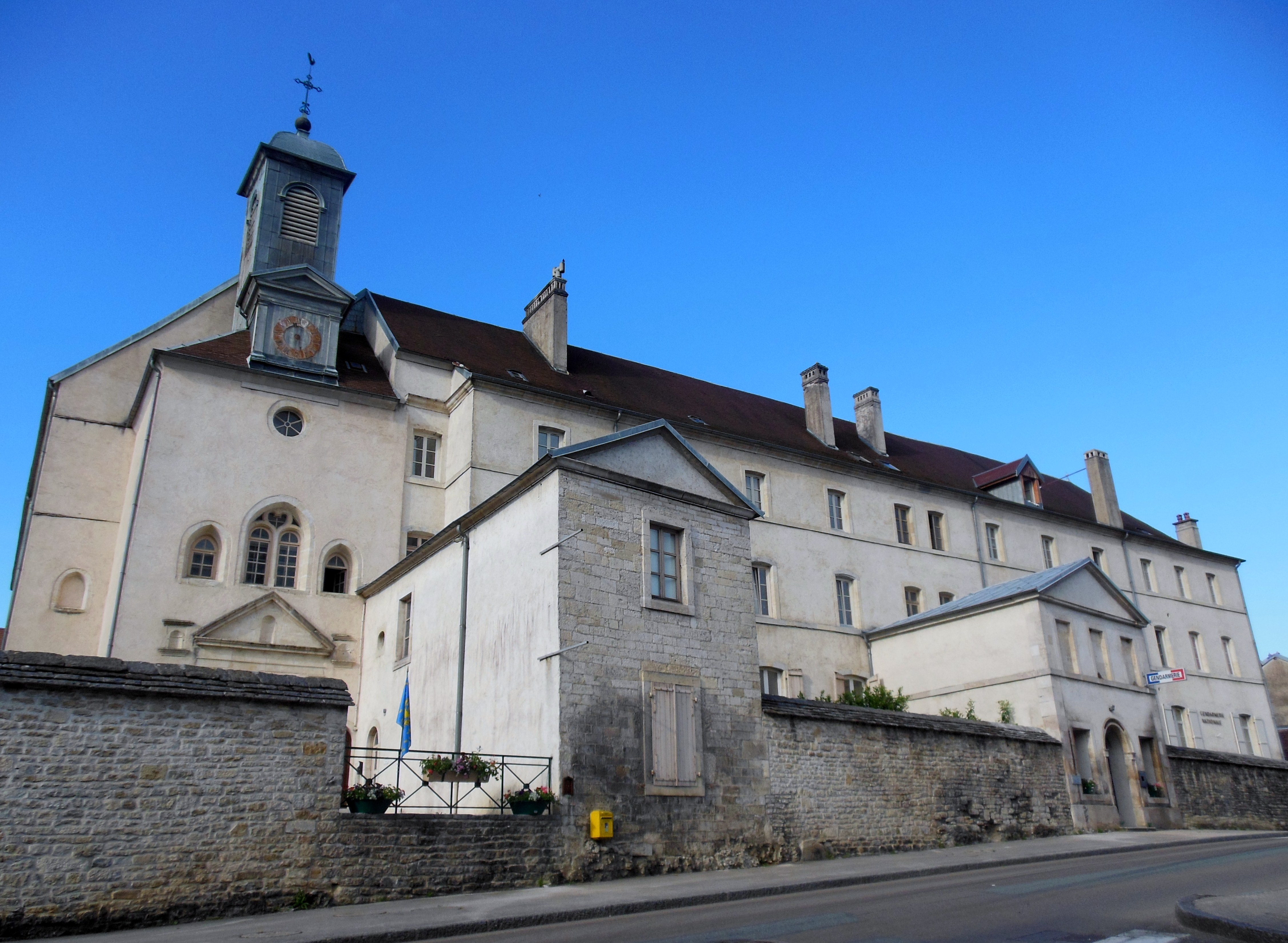
最小兄弟会讲堂
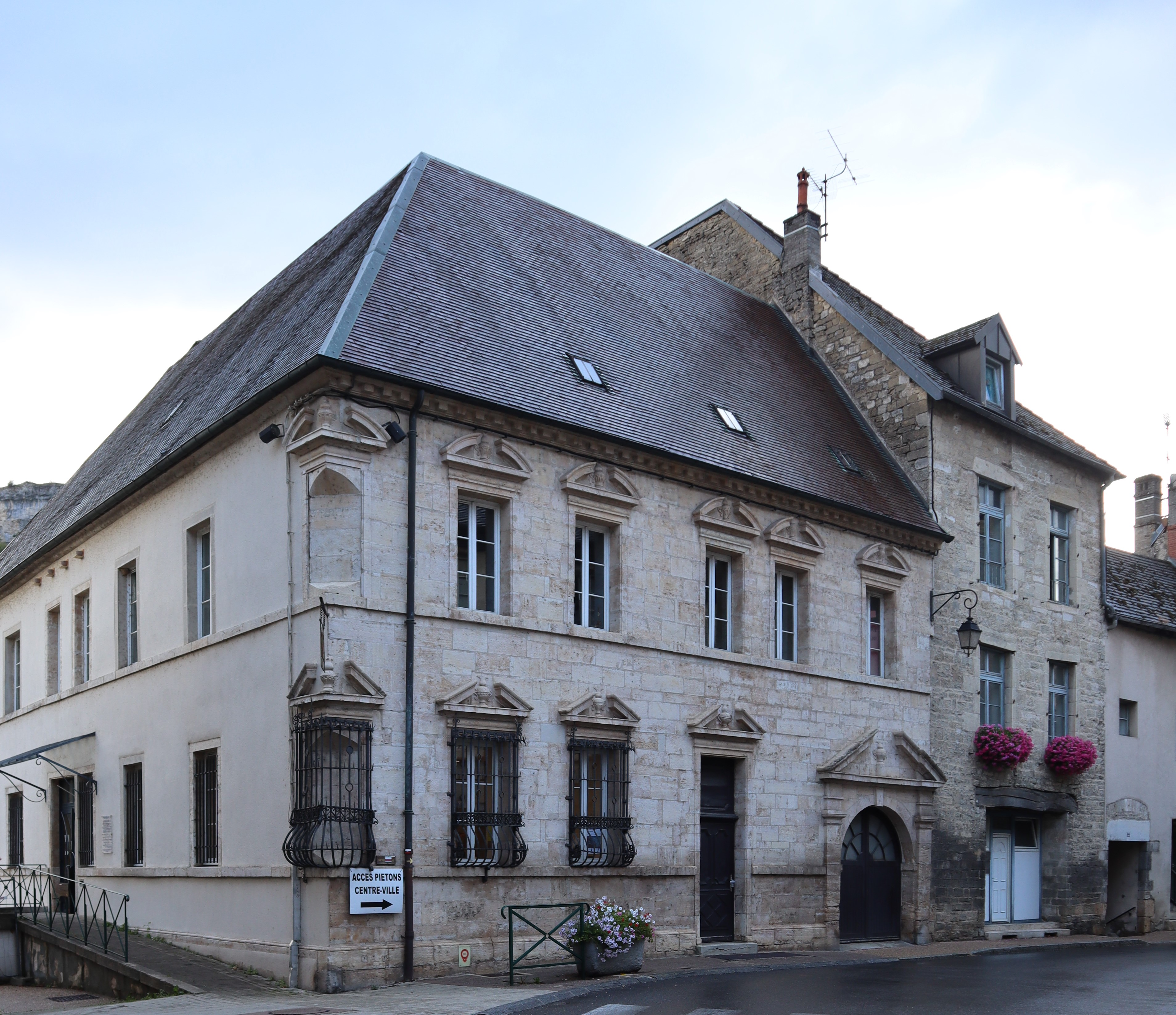
桑德雷德瓦洛讷宫（法语：Hôtel Sanderet de Valonne）
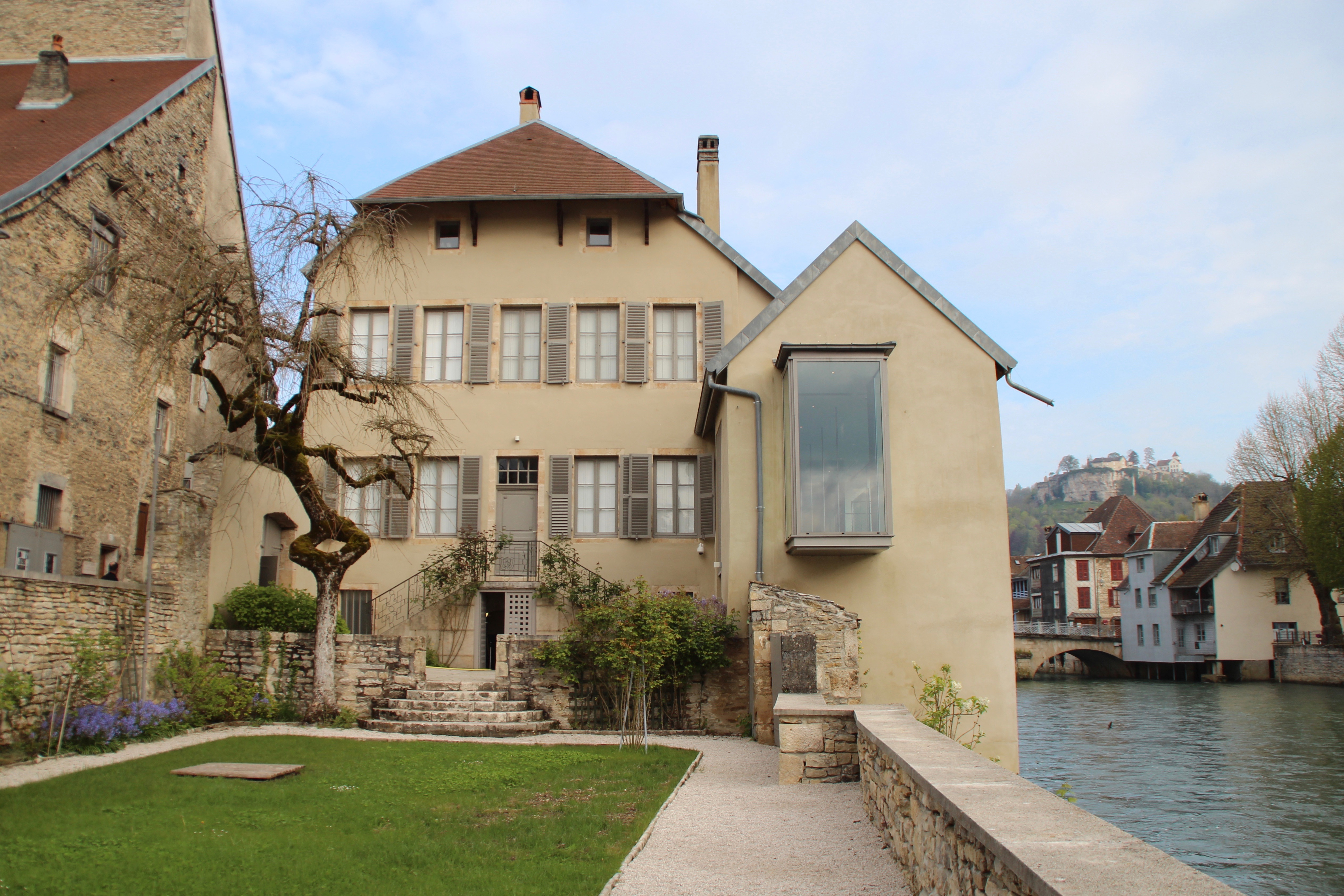
库尔贝博物馆（法语：Musée Courbet）及花园
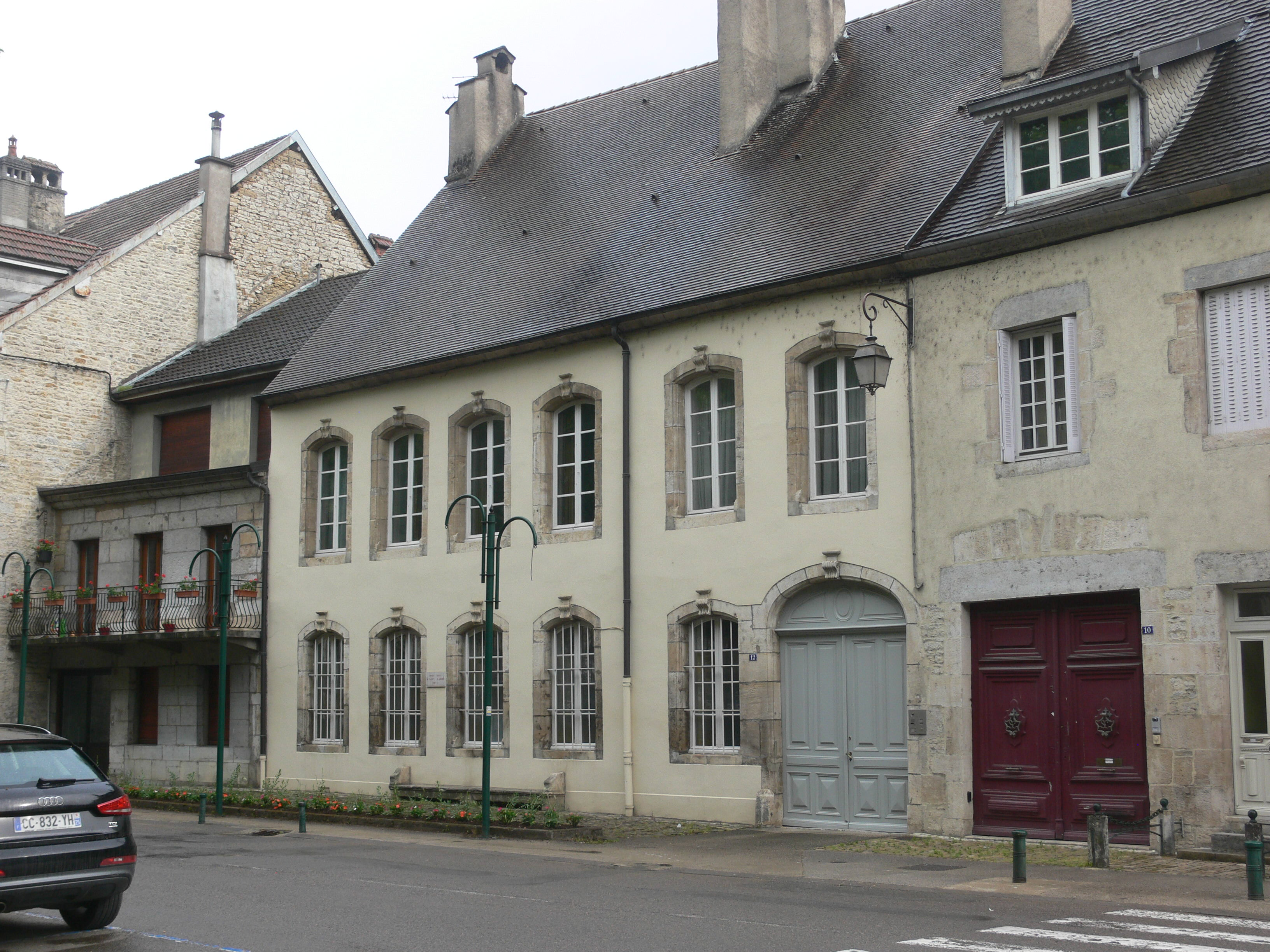
萨热达罗斯宫（法语：Hôtel de Sagey d'Arros）
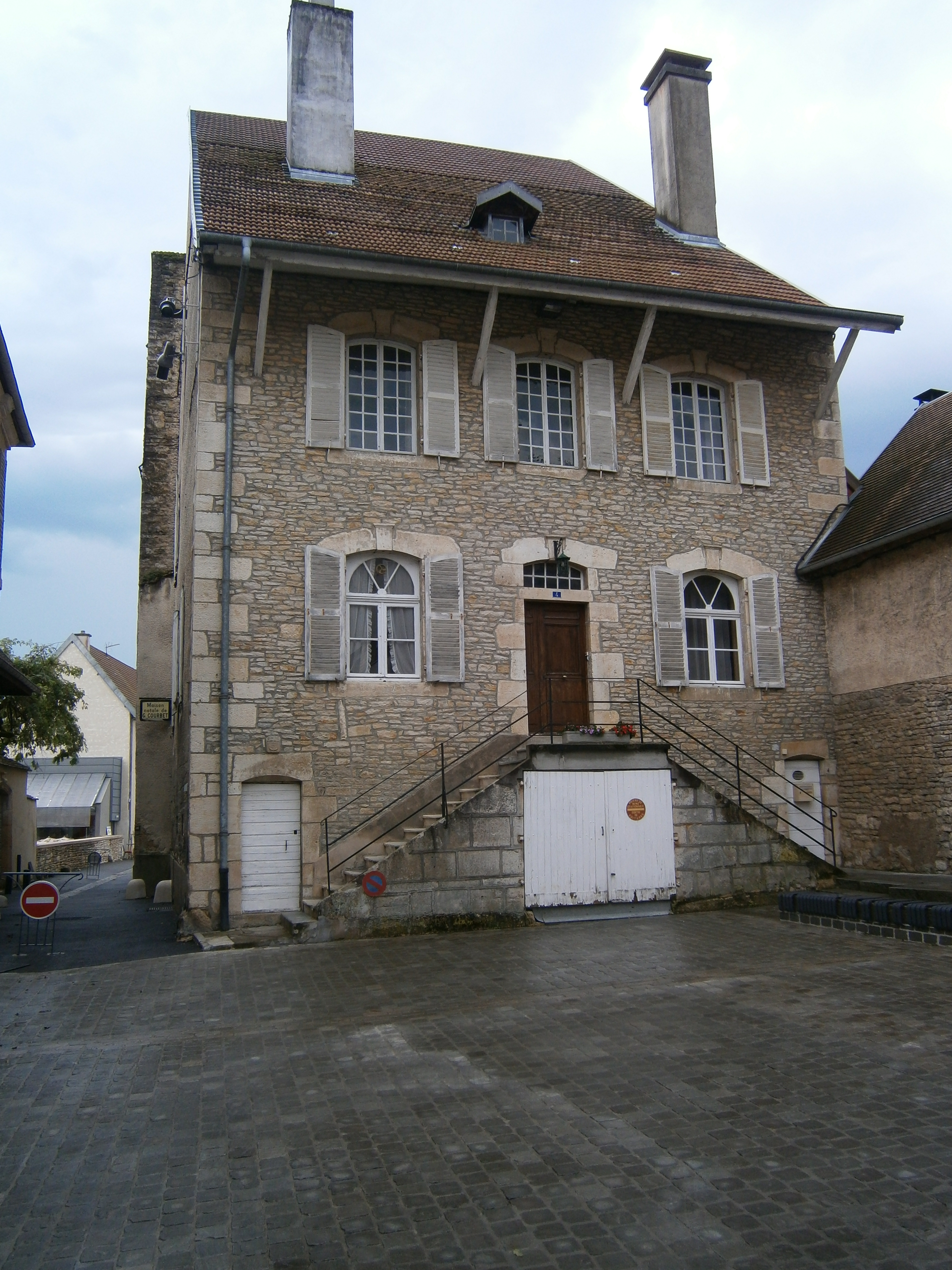
民居

### 旅游
奥尔南的旅游事务由其所属的卢-利松市镇公共社区联合各级政府协调负责。2023年，奥尔南境内共有3家酒店共计66间房间；另有2个露营地，可容纳共191辆露营车。

### 媒体
法国主要的媒体均可在奥尔南接收，法国电视三台下属的勃艮第-弗朗什-孔泰大区频道在部分时段播出奥尔南所在杜省的地方新闻。蓝色法兰西贝桑松广播、BIP广播、《东部共和国人报》等是当地主要的地方媒体。

## 相关人物
勃艮第伯爵奥东四世、数学家皮埃尔·韦尼耶和法国画家古斯塔夫·库尔贝出生于奥尔南。

## 友好城市
截至2024年7月，奥尔南共与三座城市建立了友好城市关系：
- 德国 许芬根
- 瑞士 拉图尔德佩
- 加拿大 Cantley